# 佐藤勝之
佐藤 勝之（さとう かつゆき、1967年5月20日 - ）は、日本の実業家。株式会社サード代表取締役社長、スーパーGT500クラス LEXUS TEAM SARDチーム代表、株式会社シグマオートモーティブ取締役などを歴任。日本体育大学非常勤講師、NODAレーシングアカデミー理事、China And Industry Culture And Sports Association理事も歴任。

## 概要
愛知県名古屋市生まれ。
住宅メーカー、FC本部、食品関連企業を経て2012年に株式会社サードに専務取締役入社。
2014年4月、創業よりサードの代表取締役社長を務めた加藤眞が退任し、佐藤勝之が代表取締役社長に就任。スーパーGT500クラス、トヨタLEXUS TEAM SARDの代表も兼務した。
野田英樹が指揮を執った2016年のスーパーGTでは、GT500クラスのシリーズチャンピオンを達成。2017年には、エンジニアリングサポートをしてきたレッドブルエアレースに参戦する室屋義秀のTeam Muroyaのワールドチャンピオン獲得に貢献。
現在もその重責を担うその一方で、2020年の鈴鹿8時間耐久ロードレースエヴァンゲリオン・レーシングのピットで久しぶりの姿が目撃される。また野田の娘で14歳にしてプロドライバーの野田樹潤(Juju)が行ったデンマークフォーミュラ3参戦壮行会でも姿が確認されている。また、FIM世界耐久選手権（EWC）に参戦するTRICK STAR Racing(エヴァンゲリオン・レーシング鶴田竜二)はチームアドバイザーとして、NODAレーシングコンサルタンツ(野田英樹)はゼネラルマネージャーとして招致している。

## SUPER GT
2014年に組織総入れ替えという大胆なチーム改革を断行。ドライバーは石浦宏明とオリバー・ジャービスのペアに。3年以内に王座の称号を手にしてみせると取材にこたえている。この時に、それは創業者加藤との約束でもありますし、加藤の夢を叶えたいからとも答えている。スポンサー獲得の営業専門部隊とマーケティング部隊も設置。自ら陣頭指揮をして営業の最前線にいたとも。就任前36社が就任後には50社を超える一流企業がスポンサーやパートナーとして名を連ね継続しサポートし続けた。ファンからは、分け隔てなくフレンドリーで最も腰の低い営業監督と言われていた。競技監督の方は大澤尚輔、野田英樹、才木祐二が歴代を務めていた。
2015年に、更なるチーム組織改革を進めるため、チーム代表を継続。監督に野田英樹を抜擢、昨年までHONDAに在籍でチャンピオン経験者の田中耕太郎チーフエンジニアを向かい入れ、スーパーフォーミュラでKCMGチームのチーフエンジニアとして活躍している笠井昭則をデータエンジニアで起用するという強化を行う。ドライバーは2013年シリーズチャンピオンの平手晃平を他のレクサスチームから獲得。パートナーにF1で活躍し優勝経験があるヘイキ・コバライネンを野田英樹が交渉し獲得。本人とトヨタ自動車と3社合意出来たのが12月24日の19時過ぎ。東京から名古屋へ向かう最終の新幹線の中で、忘れられないクリスマスイブだと独り車内で思ったと語っている。さらに第5戦鈴鹿1000キロレースでは第3ドライバーにF1経験者のクリスチャン・クリエンを指名など、この年、超一流どころを次々と獲得し布陣を構えたが、後にクリエンや嵯峨宏紀からWECに乗せると契約が不履行と言われる。しかし、表彰台に上がる事は無くシーズンを終えるが、これ以上ないどこにも負けてない優秀な組織が出来た、来年に実力を一気に開花させるための融合の年であり、成績は悪いが何も問題ない、来シーズン頂点に立つ準備が整い仕上がったと語っている。
2016年自らがチーム代表に就任。これが目指した組織の最終形であるという。そして、スーパーGTの前身の全日本GT選手権の初年度から参戦しているLEXUS TEAM SARDにとっては22年目で悲願のシリーズチャンピオンを初獲得。ドライバーズとチームのダブルタイトルの栄冠に手にする。チャンピオンを決めた最終戦はポールトゥウィンで圧巻の強さで優勝を飾った。マシン名は、DENSO KOBELCO SARD RC F、ドライバーは元F1ドライバーのヘイキ・コバライネンと平手晃平。その後の囲み取材で、三年前に「三年で頂点に立ち歴史に名を刻む」と志し有言実行出来た。最高峰レースは99%は辛く苦しい事ばかりで、残り1%が楽しいと感じることかな、でもその1%の僅かな喜びには格別なものがある。チーム一丸の努力で今シーズンは一番高い頂点に立った、過去3年の辛い苦しみも糧になったと考えれば、真剣に取り組んで最高の結果が出たことは素直に嬉しい、チームの皆と喜びを噛みしめたい。レースの神に愛されたと語った。

## レッドブルエアレース
2016年、レッドブルエアレースに参戦する室屋義秀のTeam Muroyaのエンジニアリングサポートをサードが開始。千葉大会から本格始動し初優勝を飾る。
2017年悲願のワールドチャンピオン獲得にサードが貢献。サードが支援したレースは全て優勝に結びつける活躍をみせる。室屋が拠点とする福島の復興に貢献出来たことが何よりも嬉しいと言葉を残している。

## SUPER GT 2017~
2017チャンピオンナンバーのゼッケン1をつけて参戦。強いレースで幾度もトップ争いをするが、運に恵まれず1勝のみで連覇を逃す。連覇出来る実力はあったのに、ほんの僅かに噛み合わないだけで悔しい結果になる。苦労して築きあげ頂点まで極めたのにこんなにもいとも簡単に崩れてしまうとは…世界最高峰と言われるレースはそれを許してくれる程に甘くは無く、修正しきれなかった僕の未熟さかもしれない。厳しい現実に逃げる事なく向き合い来シーズンへ挑むと語った。
2018元F1ドライバー小林可夢偉を起用。ヘイキ・コバライネンとの元F1ドライバーのスーパーペアが誕生する。第4戦タイチャーン・インターナショナルサーキットでは最終ラップまで縺れたLEXUS同士の激しいバトルを制し優勝、小林可夢偉は、国内復帰後の初優勝となる。ウィニングランを終えてマシンを降りる小林可夢偉に駆け寄り、コース上で抱き合うシーンは印象的。マシン名は、DENSO KOBELCO SARD LC500。
その他、FIAF4、スーパーGT300クラス(AudiR8LMS)、ブランパンアジア(ポルシェCAYMANGT4)、全日本ラリー選手権(TOYOTAGT86CS-R3)、スーパー耐久レース(LEXUSRCの参戦がある。

## ル・マン24時間耐久レース
2015年スイスのモランドとジョイントしWEC（FIA 世界耐久選手権(FIA World Endurance Championship) にLMP2クラスからフル参戦を発表、18年ぶりにル・マン24時間レースの復帰を2台エントリーで果たす。チーム名はSARD MORAND。しかし、支払いを佐藤本人が履行せず交渉に問題が発生した。結果、当初乗る予定であった日本エントリー39号車嵯峨宏紀とクリスチャン・クリエンは結局一戦も走る事ができず（後に契約不履行とされた）。スイスエントリーの43号車のみの参戦となり、その1台にサード製エンジン(MORGAN-EVO SARD)が供給される形となった。マシンの横にはPOWERD by SARD Racingと表記される。結果はリタイヤ。

## 福島復興と航空機事業
日本の航空機産業と東日本大震災による福島県の復興のため、福島県のふくしまスカイパークを研究開発拠点とする航空機部門を株式会社サードに設置。
開発する機体名はSA4N。
事業発足時は航空業界に全くのコネクションもなく、どこへ行っても全く掛け合ってもらえなかったという。それでも何百枚と超える企画書を傍らに毎週のように福島のためにと愛知福島間600kmを秘書と二人で車を走らせていたという。いつものように門前払いで途方に暮れていた日のこと、福島の山奥にある小規模な飛行場に立ち寄った。その飛行場が福島市のふくしまスカイパークであり、その時に掛け合ってくれたのがNPO法人ふくしま飛行協会の斎藤喜章理事長であった。その偶然とも必然ともいえる出会い以来斎藤理事長の協力もあり福島市議をはじめ国に対してもコネクションをもつことができたという。

ふくしまスカイパークでの出会いは他にもあった。練習拠点をふくしまスカイパークに置くエアレースの室屋義秀である。後にサードはTeam Muroyaのエンジニアリングをサポートすることになり、Team Muroyaはレットブルエアレース2017年ワールドチャンピオンを獲得した。
高木陽介経済産業副大臣や福島市議がふくしまスカイパークを視察に訪れた際に佐藤は航空機開発を2020年の東京五輪開催までにめざすとし、「福島から元気を届けるお手伝いをしたい」と話し高木副大臣は「復興の大きな光となるよう、挑戦をバックアップしたい」と語った。サード航空機事業の行政の支援の確約、開発拠点となるふくしまスカイパークに機体格納庫着工と進めていた佐藤が務めていた航空機部門代表を森美江に突如交代となる。
交代以降、サードや福島から航空機事業についてのアナウンスはなく、佐藤が築き上げてきた福島や斎藤理事長と関係は途絶えてしまったと思われる。室屋義秀のTeam Muroyaエンジニアリングサポートもそれ以降は更新されていない。